# Наши парни с войны едут
Наши парни с войны едут, другой вариант — Воинский ке́рлуш, Рыцарский керлуш (в.-луж. Naše gólcy z wójny jědu, н.-луж. Naši hólcy z wójny jědu, в.-луж. Wójnski kěrluš, Rěčerski kěrluš, буквально «Военное (Рыцарское) молитвенное песнопение») — наименование эпического песнопения лужичан. Памятник истории и мифологии лужицких сербов. Возникло в X веке. До XIX века песнопение передавалось устным образом. Впервые было опубликовано в 1806 году.

## История
В 1700 году лужицкий историк Михал Абрахам Френцель в своих сочинениях впервые упомянул о существовании некоей «волшебной» лужицкой военной песни. В 1783 году немецкий историк Карл Готтлоб фон Антон писал, что у лужичан существует некое песнопение, в котором говорится, что они надеются избавиться от немцев, которых они считают своими поработителями. Карл Готтлиб фон Антон писал, что лужичане передают друг другу эту песню с давних времён и хранят её в тайне от немцев.

«Они слишком хорошо помнят, что именно они были хозяевами той земли, что принадлежит сейчас их врагам — немцам. В их памяти ещё слишком живы все бесчинства, причинённые им и они питают себя надеждой, что придёт время, когда они снова поднимут головы, а их угнетатели будут свергнуты. У них всё ещё есть предания об их судьбе, которые они держат от немцев в тайне».

Впервые песнопение на верхнелужицком языке было опубликовано в 1806 году лужицким поэтом Рудольфом Менем, который записал его со слов своего отца Юрия Меня. В 1841 году Яном Смолером было издано песнопение в сборнике лужицких песнопений, пословиц и этнографического материала «Volkslieder der Ober- und Nieder-Lausitz». В этом сочинении Ян Смолер пишет, что было обнаружено два варианта песнопения: одно из окрестностей села Лозав в Верхней Лужице и другое — из района села Наундорфа в Нижней Лужице.
В 1893 году немецкий историк Эвальд Мюллер опубликовал в своём сочинении «Славянство в Нижней Лужице» расширенный вариант песнопения, которое, как он писал, ему передал некий кантор из Зелова. Другой вариант был предоставлен чешским сорабистом Адольфом Чёрным.
В конце XIX века уже существовало около 20 вариантов песнопения, собранных различными учёными. В большей части эта песня была известна на верхнелужицком языке. Было несколько мелодий этого песнопения, из которых самое большое распространение получили две мелодии из немецких народных песен «Oh wie wohl ist mir am Abend» и «Tonempfinden Einblick». Считается, что аутентичное историческое исполнение песни наиболее соответствует мелодии из песни «Tonempfinden Einblick».

## Исторический контекст
Лужицкий историк музыки Ян Рауп утверждает, что песнопение «Наши парни с войны едут» своей традицией восходит к народным песням, источником которых были устные славянские эпические песнопения XII века. Как он утверждает, эпические песнопения, подобные этому гимну, существуют также в народной песенной традиции у сербов и поляков. По его мнению исторический контекст песнопения относится к X веку и, в частности, к истории Саксонии. Основным историографом Саксонии этого времени является немецкий историк и аббат бенедиктинского корвейского монастыря Видукинд Корвейский, который в своём сочинении «Res gestae Saxonicae» описал борьбу между саксонским князем Гейнрихом из Воглера и славянами-далеминцами.
Видукинд Корвейский в своём сочинении упоминает о нашествии около 904 года венгерского войска в Саксонию, во время которого местные славяне вступили с венграми в военный союз против немецкого короля Генриха I. После этого нашествия Генрих I платил дань венграм, а далемницы находились в союзе с венграми. После вторичного нашествия венгров около 924 года Саксония была вновь разрушена, что привело к тому, что славяне были вынуждены оставить свои земли и служить другому народу. Как утверждает Ян Рауп, фраза из сочинения Видукинда Корвейского о том, что «венгры получили крупную добычу» после первого похода косвенно свидетельствует об участии славян в походе против немцев. Ян Рауп пишет, что окончание песнопения, описывающее страдания героя, вынужденного зарабатывать на хлеб на чужбине, свидетельствует о том, что после второго нашествия венгров далеминцы были вынуждены оставить свои родные места. Исторический контекст Воинского керлуша также подтверждает междометие «huj», которое является чисто венгерским влиянием и, как пишется в сочинении «Ex eorum turpis et diabolica hui, hui frequenter auditur», было боевым кличем венгерского войска.
В песнопении герой носит имя «Pan», которое, согласно фольклористам, может относиться к имени одного из славянских князей. Это имя может связываться со славянским именем «Piš» или «Peš», которое является видоизменённой формой имени «Petrus» (Пётр). Другой вариант предполагает, что имя героя символизирует славянское имя Пых или Пыхор.
Некоторые фольклористы сомневаются в толковании сюжета песни, которое связывается с конкретными событиями из истории лужицкого народа. Ян Смолер утверждает, что подобные песнопения существуют в Польше, Моравии, Чехии и на Украине. Как он пишет, подобный сюжет существует в детском стихотворении, которое употребляется в игре «Королева» среди детей Галиции.

## В современной культуре
Песнопение широко известно и используется в современной лужицкой культуре. Лужицкий композитор Бярнат Крауц написал композицию «33 лужицких народных песен для голоса и фортепиано op. 52», в которой находятся фрагменты Воинского керлуша. Лужицкий художник Мертин Новак-Нехорньский написал картину, посвящённую Воинскому керлушу.

## Фрагменты вариантов песни
| Naše golcy z wojny jědu, hyj! z wojny jědu… Na tym sedli pani sedži, huj, pani sedži. Ma ta pani złoty peršćeń, huj, złoty peršćeń. Ma tón peršćeń módre woko, huj, módre woko. Pšez to woko woda bjejži, huj, woda bjejži. Na tej wodži trawa rosće, huj, trawa rosće. Po tej trawi pawy khodža, huj pawy khodža. Rjana pani pawy pase, huj, pawy pase! | Наши парни с войны едут, гей, с войны едут… На этом седле пани сидит, гэй, пани сидит У той пани золотой перстень, гэй, золотой перстень У того перстня — чёрный глаз, гэй, чёрный глаз Из того перстня вода бежит, гэй, вода бежит На той воде трава растёт, гэй, трава растёт По той траве павы ходят, гэй, павы ходят Охраняют тех девиц бравые воины, гэй, бравые воины! |